# Виборчий округ 88
Виборчий округ 88 — виборчий округ в Івано-Франківській області. В сучасному вигляді був утворений 28 квітня 2012 постановою ЦВК №82 (до цього моменту існувала інша система виборчих округів). Окружна виборча комісія цього округу розташовується в міському Палаці культури "Народний дім" за адресою м. Коломия, вул. Театральна, 27.
До складу округу входять місто Коломия, а також Городенківський район та частина Коломийського району (окрім Отинійської селищної ради, Струпківської, Угорницької, Виноградської та Воронівської сільських рад). Виборчий округ 88 межує з округом 84 на півночі, з округом 166 на північному сході, з округом 167 на сході, з округом 204 і округом 202 на південному сході, з округом 89 на півдні та з округом 87 на заході. Виборчий округ №88 складається з виборчих дільниць під номерами 260165-260221, 260339-260407, 260409-260411, 260989-260994, 260996-260999, 261002-261011 та 261013-261024.

## Народні депутати від округу
| Ім'я                         | Фото | Партія         | Скликання | Дата набуття повноважень | Дата припинення повноважень |
| ---------------------------- | ---- | -------------- | --------- | ------------------------ | --------------------------- |
| Доній Олександр Сергійович   |      | самовисуванець | 7-ме      | 12 грудня 2012           | 27 листопада 2014           |
| Тимошенко Юрій Володимирович |      | Народний фронт | 8-ме      | 27 листопада 2014        | 29 серпня 2019              |
| Іванчук Андрій Володимирович |      | самовисуванець | 9-те      | 29 серпня 2019           | 25 вересня 2023 †           |

## Результати виборів

### Парламентські

#### 2019
Кандидати-мажоритарники:
- Іванчук Андрій Володимирович (самовисування)
- Шевченко Андрій Леонідович (Слуга народу)
- Вережак Іван Михайлович (Голос)
- Токарчук Олег Володимирович (Самопоміч)
- Аронець Олександр Романович (Свобода)
- Тимошенко Юрій Володимирович (самовисування)
- Стефурак Василь Васильович (самовисування)
- Калин Роман Ярославович (самовисування)
- Григорчук Мирослав Васильович (Сила і честь)
- Базюк Тамара Володимирівна (самовисування)
- Пак Володимир Геннадійович (самовисування)
- Княгницький Тарас Дмитрович (Опозиційний блок)
- Сав'юк Оксана Ярославівна (Аграрна партія України)
- Ласійчук Мирослав Дмитрович (Громадянська позиція)
- Крутчак Василь Васильович (самовисування)

#### 2014
Кандидати-мажоритарники:
- Тимошенко Юрій Володимирович (Народний фронт)
- Доній Олександр Сергійович (самовисування)
- Книшук Петро Васильович (Батьківщина)
- Овчаренко Юрій Іванович (Блок Петра Порошенка)
- Калин Роман Ярославович (самовисування)
- Мар'янський Тарас Богданович (самовисування)
- Дерпак Віталій Михайлович (Радикальна партія)
- Слюзар Ігор Богданович (самовисування)
- Григорів Іван Дмитрович (самовисування)
- Оробець Теодор Іванович (самовисування)
- Пак Володимир Геннадійович (самовисування)
- Тодорів Йосип Петрович (самовисування)
- Сузанський Іван Віталійович (Правий сектор)
- Мойсик Володимир Романович (самовисування)
- Мандзюк Степан Васильович (самовисування)
- Томенчук Ростислав Богданович (Сила людей)

#### 2012
Кандидати-мажоритарники:
- Доній Олександр Сергійович (самовисування)
- Левицький Олександр Михайлович (Батьківщина)
- Гдичинський Богдан Петрович (самовисування)
- Сава Андрій Богданович (самовисування)
- Височанський Роман Романович (самовисування)
- Церковнюк Дарія Юріївна (Комуністична партія України)
- Панчук Роман Теодорович (Партія регіонів)

## Явка
Явка виборців на окрузі: